# Meglio morto che vivo
Meglio morto che vivo (More Dead Than Alive) è un film del 1969 diretto da Robert Sparr.
È un film western statunitense con Clint Walker, Vincent Price e Anne Francis.

## Trama
Un pistolero di nome Cain viene rilasciato dal carcere dopo 18 anni e vuole cominciare una vita tranquilla in un ranch senza dover mai più dover toccare un'arma. Ma nessuno gli dà un posto di lavoro a causa dei suoi crimini precedenti. Accetta finalmente l'offerta di un uomo di spettacolo di nome Ruffalo che vuole che interpreti il "killer Cain" nel suo spettacolo itinerante. Tuttavia, dopo 18 anni senza pratica, Cain non è abile come era una volta con la pistola.
Cain cerca di trovare poi la redenzione e un po' pace quando si innamora di Monica Alton, un'artista arrivata nel West per dipingere. Ma la reputazione di Cain continua a perseguitarlo ancora quando arriva un suo nemico del passato, Luke Santee, che tenta di regolare vecchi conti e un giovane pistolero, Billy Valence, che cerca di farsi una reputazione uccidendo Cain.

## Produzione
Il film, diretto da Robert Sparr su una sceneggiatura di George Schenck, fu prodotto da Hal Klein per la Aubrey Schenck Productions e girato nel Vasquez Rocks Natural Area Park in California.

## Distribuzione
Il film fu distribuito negli Stati Uniti dal 15 gennaio 1969 al cinema dalla United Artists. È stato poi pubblicato in DVD negli Stati Uniti dalla MGM Home Entertainment nel 2005.
Alcune delle uscite internazionali sono state:
- in Germania Ovest il 12 giugno 1969 (Killer Cain)
- in Svezia il 30 giugno 1969 (Mer död än levande)
- in Danimarca il 20 ottobre 1969 (Mere død end levende)
- in Norvegia il 1º dicembre 1969 (Mer død enn levende)
- in Francia il 6 maggio 1970 (Plus mort que vif)
- in Spagna (Más muerto que vivo)
- in Venezuela (Más muerto que vivo)
- in Ungheria (Életre-halálra)
- in Turchia (Canlidan çok ölü)
- in Brasile (Mais Morto do Que Vivo)
- in Grecia (Monomahia sto Paolo Doble)
- in Italia (Meglio morto che vivo)

## Promozione
La tagline è: "Killers in pairs... death by the dozen... They left the west... More Dead than Alive.".